# Conspiración de los Soles y Rayos de Bolívar

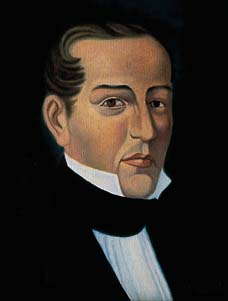
José María Heredia fue uno de los conspiradores

La logia Soles y Rayos de Bolívar fue una sociedad secreta de perfil masónico formada por criollos que deseaban la independencia de Cuba. Tuvo sus inicios en el año 1823 en la logia de los "Soles y Rayos de Bolívar", la cual en acuerdo con otras sociedades que permanecían en secreto en Cuba organizó una conspiración en contra del dominio colonial español presente en la mayor de las Antillas. Entre sus principales dirigentes se encontraba el poeta José María Heredia, proveniente de Venezuela, donde transcurrió su adolescencia. Esta conspiración constituye el primer intento de liberación de la isla por parte de los criollos.

## Objetivos
Esta organización de corte independentista tenía como principales objetivos el derrocamiento del dominio colonial español presente en la Isla y la fundación de una república de nombre Cubanacan.
La conspiración tuvo sus comienzos del 1823, impulsada por varios factores, como la reimplantación en 1820 de la Constitución española de 1812, la consolidación de la Gran Colombia con las victorias de Simón Bolívar en Boyacá y Carabobo, el consiguiente debate político e ideológico entre liberales y absolutistas hasta que en 1823 fue aplastado el gobierno liberal en España, y el avance y consolidación de la lucha anticolonialista en el continente americano.
Aunque aún hay muchos puntos oscuros respecto de aquel movimiento, varios hispanoamericanos residentes en Cuba promovieron la conspiración para apoyar la lucha contra los españoles en tierra firme y alcanzar la independencia de Cuba, aunque se ha afirmado que se buscaba la anexión a la Gran Colombia. Entre ellos se destacaron José Fernández Madrid, el último presidente de la primera República de Nueva Granada en 1816; el comerciante venezolano Juan Jorge Peoli, el guayaquileño Vicente Rocafuerte; el escritor peruano Manuel Lorenzo de Vidaurre, establecido en Camagüey, y el rioplatense José Antonio de Miralla. 
Al ser aplastada la conjura, entre julio y agosto de 1823, a su cabeza se hallaba el cubano Jose Francisco Lemus, coronel del Ejército de Bolívar. Por entonces se barajaban planes de invasiones a Cuba, continuados luego de ser descubierta y descabezada la conspiración, como la oferta del general salvadoreño José Manuel Arce, quien brindó 400 combatientes centroamericanos o como la solicitud de un cuerpo militar de 3.000 hombres al mando del general venezolano Manuel Manrique, que sitiaba Puerto Cabello todavía bajo la ocupación peninsular, pero cuya muerte frustró los planes. En la causa judicial se señala, sin embargo, que los conspiradores pretendían crear la República de Cubanacán.
Los Soles y Rayos de Bolívar funcionaba en La Habana bajo la cobertura de una logia masónica que sostenía nexos con otras instituciones de ese tipo, como la de los Caballeros Racionales (en Matanzas) y la Cadena Triangular (en Camagüey), también tenía ramificaciones en Pinar del Río. El nombre provenía de la organización adoptada para mantener la compartimentación: cada iniciado tenía que reclutar a otros seis para entonces recibir el grado de sol, mientras que los incorporados formaban sus rayos. Los conjurados debían procurar su ingreso en los cuerpos de milicias, para así obtener armas.
Entre los miembros de los Caballeros Racionales, en Matanzas, estaban el poeta José María Heredia, el escritor abolicionista Félix Tanco Bosmeniel, el abogado José Teurbe Tolón, Miguel Madruga y José García Niño, mientras que Martín de Mueces era el responsable del levantamiento en Pinar del Río. El encargado de las proclamas fue el impresor Miguel de Oro, quien murió en la cárcel.
A principios de mayo de 1823 asumió la Capitanía General de Cuba el general Francisco Dionisio Vives, quien maniobró con prudencia para evitar el estallido independentista. Conocedor de la conspiración, Vives aprovechó el derrumbe del Gobierno español, durante junio y julio de aquel año por la intervención de las tropas francesas que restauraron el absolutismo con el rey Fernando VII, y dictó orden de prisión contra los principales miembros, pues los sucesos en la metrópoli habían dado impulso a los conspiradores.
Ya en julio de 1824 fueron apresados numerosos conjurados y a partir del 14 de agosto se produjeron más de cien detenciones de personalidades principales del movimiento en La Habana y Matanzas, como José Francisco Lemus, y el doctor Juan J. Hernández, quien murió en prisión y, al parecer, agente de Estados Unidos. Lemus fue apresado en la casa del comerciante venezolano Juan Jorge Peoli, en Guanabacoa, y encerrado en el cuartel de Belén, en La Habana, de donde trató infructuosamente de escapar. Sin embargo, Peoli sí pudo evadirse de ese cuartel y, disfrazado de fraile, pasó a México.
Entre los involucrados que lograron escapar al extranjero se hallaban Francisco Agüero y Manuel Andrés Sánchez, quienes se unieron posteriormente al ejército de Bolívar y retornaron a Cuba en 1826, al parecer para reorganizar la conspiración en Camagüey, pero resultaron detenidos y ejecutados en esa ciudad ese mismo año. Otro grupo con José Aniceto Iznaga Borrell, Miguel Teurbe Tolón, Gaspar Betancourt Cisneros, El Lugareño y José Agustín Arango gestionaron por Estados Unidos y ante el gobierno de la Gran Colombia la liberación de Cuba. El joven poeta José María Heredia fue uno de quienes pudo escapar fuera del país y se exilo en los Estados Unidos.
Resultaron encausadas más de 600 personas, pero al dictarse sentencia en diciembre de 1824 solo fueron condenados 25 conspiradores a ser enviados a España bajo partida de registro, y, excepto los fugados al extranjero, los demás recibieron la libertad y el pago de multas. El fiscal de la causa judicial declaró que la mayoría de los implicados eran «jóvenes irreflexivos, incautos y candorosos campesinos». Estos acontecimientos desestimularon los intentos de invasión desde la bahía de Cartagena de Indias con el grueso de la armada grancolombiana bajo el mando del Almirante venezolano Lino de Clemente y Palacios. 
No resulta posible precisar el alcance social de la conspiración, pues es evidente que las autoridades coloniales trataron de minimizarla para impedir que el ancho bando de los resentidos contra el Gobierno español (constitucionalistas, liberales, esclavistas temerosos de que España cediera la colonia al Imperio Británico, partidarios de la anexión de Cuba a los EE. UU.) unieran sus esfuerzos a los de los conspiradores.
Se ha presumido acerca del carácter abolicionista de los conspiradores, pues Simón Bolívar había abolido la esclavitud desde mucho antes, y porque entre los detenidos y acusados había mucha gente de color, libres y esclavos, junto a personas de clase media y hasta de grandes propietarios, con profesiones diversas que desempeñaban puestos como alcaldes, jueces y oficiales de la milicia. No obstante, también se ha asegurado que las autoridades coloniales dieron vuelo a la presencia de negros y mulatos entre los conspiradores para atemorizar a la población blanca ante una posible rebelión de los esclavos. Muchos intelectuales de la época, como Francisco de Arango y Parreño, combatieron el movimiento y otros, como José de la Luz y Caballero, Domingo del Monte y José Antonio Saco, juzgaron el intento con severidad años más tarde.

## Bandera
Los conspiradores diseñaron la bandera llamada “los rayos y soles de Bolívar” para la futura república de Cubanacán. Por el sumario que se instruyó se sabe que fueron encontradas:
<tres banderas de seda de tafetán sencillo, cada una con dos y media vara de largo y una y media de ancho, el centro azul turquí, y en el punto medio, estampado un sol grande con sus rayos, como esmaltado, color plateado con claros y oscuros, y en la circunferencia una faja de media tercia de color carmesí>. 
Se aprecia un evidente desacuerdo entre la descripción sumarial y el diseño encontrado, pues en éste, la bandera encontrada era cuadrilonga de dos varas y media de largo por una y media de ancho. Tenía una orla ancha y roja, de mayor anchura junto al asta. En el centro, de azul turquí, un sol dorado o amarillo (y no plateado), con cara humana y 16 rayos, ocho de ellos rectos y ocho ondulantes. El rojo orla se hizo luego de sangre con la muerte en la cárcel del doctor Juan José Hernández, gran amigo de Heredia y del impresor Miguel de Oro.

## Conclusiones
Esta organización resultó un fracaso pero ciertamente removió las líneas españolas por la conformación de sus grupos de conspiración.